# Сантос, Лео
Леона́рдо Родри́гес дос Са́нтос (порт.-браз. Leonardo Rodrigues dos Santos, более известный, как Ле́о Сантос порт.-браз. Léo Santos; родился 9 декабря 1998 года в Сан-Паулу, Бразилия) — бразильский футболист, защитник клуба «Понте-Прета».

## Биография

### Клубная карьера
Лео — воспитанник клуба «Коринтианс». 17 ноября 2016 года в матче против «Фигейренсе» он дебютировал в бразильской Серии А. 12 марта 2017 года в поединке Лиги Паулиста против «Понте-Прета» Сантос забил свой первый гол за «Коринтианс».
В январе 2019 года был отдан в аренду во «Флуминенсе».

### Международная карьера
В 2015 года в составе юношеской сборной Бразилии Сантос выиграл юношеский чемпионат Южной Америки в Парагвае. На турнире он сыграл в матчах против команд Венесуэлы, Эквадора, Перу, Аргентины, Парагвая и Колумбии.
В том же году Лео Сантос принял участие в юношеском чемпионате мира в Чили. На турнире он был запасным и на поле не вышел.
В 2017 года Лео в составе молодёжной сборной Бразилии принял участие в молодёжном чемпионате Южной Америки в Эквадоре. На турнире он сыграл в матчах против команд Колумбии, Аргентины, Венесуэлы, Уругвая и дважды Эквадора.

## Достижения
- Чемпион штата Сан-Паулу (1): 2017
- Чемпион Бразилии (1): 2017
- Чемпион Южной Америки (до 17 лет) (1): 2015